# Moehringia trinervia
Espèce
Statut de conservation UICN

 LC  : Préoccupation mineure
 France 
Moehringia trinervia, la Sabline à trois nervures ou Méringie trinerviée, est une plante herbacée de la famille des Caryophyllacées.

## Statuts de protection
L'espèce n'est pas encore évaluée à l'échelle mondiale et européenne par l'UICN. En France elle est classée comme non préoccupante .